# Battaglia di Hannut
La battaglia di Hannut fu uno scontro combattuto in Belgio tra due Panzer-Divisionen della Wehrmacht e due divisioni leggere meccanizzate francesi (Division Légère Mécanique) durante la fase iniziale della campagna di Francia del 1940, nella seconda guerra mondiale. Si trattò della prima grande battaglia di carri della guerra (la più grande dell'intera campagna del 1940 all'ovest) e del solo scontro corazzato in cui i carri francesi vennero impiegati in grandi formazioni e riuscirono, sfruttando le notevoli qualità tecniche dei mezzi, a contrastare ed a infliggere sensibili perdite ai vantati panzer tedeschi.
Peraltro, dopo oltre due giorni di battaglie, le divisioni corazzate tedesche misero in mostra una evidente superiorità di addestramento e di tattiche, e sfruttarono la loro capacità di manovrare armonicamente a gruppi, di coordinarsi grazie all'uso delle radio di bordo, e la migliore disciplina del tiro, per superare la dura resistenza e avanzare verso il varco di Gembloux, dopo aver decimato le forze meccanizzate francesi, entrate in azione coraggiosamente ma in modo frammentario e confuso. Inoltre questa violenta battaglia fu utile anche strategicamente ai piani tedeschi, bloccando le forze mobili più efficienti francesi in un settore secondario del fronte e ingannando il comando alleato sulla vera direttrice di attacco principale tedesca, diretta più a sud verso la linea della Mosa, tra Dinant e Sedan.

## Fall Gelb
Il piano di operazioni della Wehrmacht per la grande offensiva ad occidente, il famoso Fall Gelb - "Caso Giallo" - stabilito in febbraio 1940 dopo un estenuante rielaborazione su impulso principalmente di Hitler e del generale Erich von Manstein, prevedeva un concentramento di forze principale nel Gruppo d'armate A del generale Gerd von Rundstedt che avrebbe impegnato la 4ª e la 12ª Armata e ben sette Panzer-Divisionen (di cui cinque raggruppate nel cosiddetto cuneo corazzato del Panzergruppe Kleist) nel settore delle Ardenne, ritenuto dai comandi alleati di difficile praticabilità per forze motorizzate, per sfondare il fronte francese sulla Mosa e quindi progredire alla massima velocità direttamente verso le coste della Manica. In questo modo sarebbe stata tagliata fuori la massa principale degli eserciti franco-britannici che si prevedeva di attirare in Belgio mediante una massiccia dimostrazione di forza da parte del Gruppo d'armate B del generale Fedor von Bock, schierato a nord delle forze di von Rundstedt ed incaricato di attaccare in Belgio a nord di Liegi. Per questa manovra diretta principalmente ad ingannare le forze alleate ed a spingerle ad inoltrarsi nel Belgio, il generale von Bock disponeva, oltre alla 6ª Armata del generale Walter von Reichenau, anche di due divisioni corazzate raggruppate nel XVI Panzerkorps dell'esperto generale Erich Höppner.

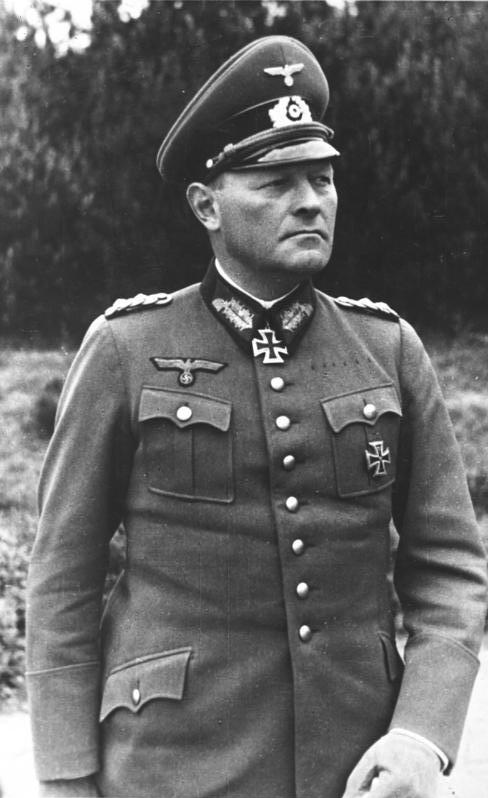
Il tenente generale Erich Höppner, comandante del 16º Panzerkorps alla battaglia di Hannut.

Si trattava della 3. Panzer-Division del maggior generale Horst Stumpff e della 4. Panzer-Division del maggior generale Joachim Stever, unità molto esperte di manovre combinate con mezzi corazzati e veterane della campagna di Polonia, equipaggiate con oltre 700 carri armati e 100 autoblindo, ma principalmente di tipo leggero Panzer I e Panzer II, con solo circa 140 moderni Panzer III e Panzer IV. La missione del XVI Panzerkorps consisteva nell'attaccare a ovest della Mosa, dopo aver effettuato l'attraversamento nella regione di Maastricht, e poi avanzare energicamente nelle pianura belga tra Wavre e Namur, puntando verso il cosiddetto varco di Gembloux, punto sensibile dello schieramento alleato, subito a sud della linea difensiva sul fiume Dyle.
I piani alleati, faticosamente elaborati e fissati durante l'inverno 1939-1940, prevedevano in effetti di affrontare l'attacco principale tedesco nelle pianure belghe a nord di Namur e non consideravano particolarmente minacciato il settore delle Ardenne, ritenuto scarsamente transitabile ed inidoneo all'impiego di grandi formazioni meccanizzate. Sulla base del cosiddetto piano Dyle-Breda, i generali Maurice Gamelin e Alphonse Georges intendevano, alla notizia dell'inizio dell'offensiva nemica, far avanzare in Belgio le loro armate più efficienti e motorizzate, la 1ª e la 7ª Armata francese ed il BEF britannico (raggruppate del Gruppo d'armate n. 1 - Groupe d'armées 1 - del generale Gaston Billotte), per organizzare, di concerto con l'esercito belga che avrebbe condotto una ritirata combattuta rallentando l'avanzata tedesca, un solido schieramento difensivo tra Anversa e Namur su cui combattere la battaglia d'arresto decisiva. A questo scopo il raggruppamento più mobile e potente dell'esercito francese, il Corpo di cavalleria meccanizzata (corps de cavalerie) del generale René Prioux, avrebbe preceduto le armate di fanteria e si sarebbe spinto rapidamente in avanti il più ad est possibile per sostenere i belgi, per individuare la direzione di avanzata nemica ed eventualmente rallentarne o bloccarne la marcia, in attesa dell'arrivo della potente 1ª Armata francese del generale Georges Blanchard sulla posizione esposta di Gembloux. Più a sud, le deboli 9ª e 2ª Armata francesi, meno mobili e scarsamente dotate di riserve meccanizzate, avrebbero rafforzato il dispositivo difensivo sulla Mosa tra Namur e Sedan, ritenuto erroneamente solido e meno minacciato dalle forze nemiche.

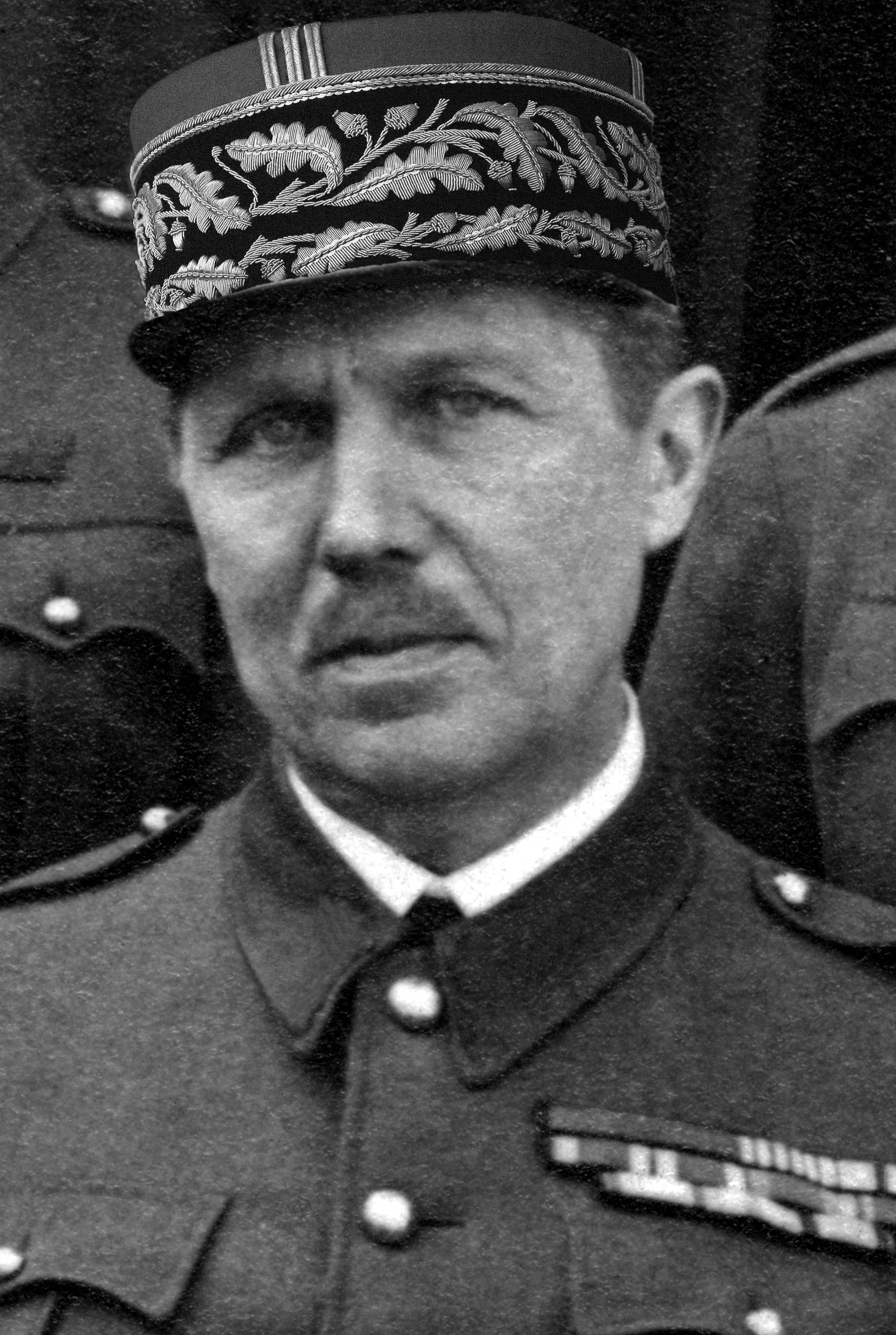
Il maggior generale Gabriel Bougrain, comandante della 2ª Division Légère Mécanique.

Il Corpo di cavalleria del generale Prioux era la formazione più mobile e meglio addestrata delle forze meccanizzate francesi ed era costituita dalla 2ª e dalla 3ª Divisione leggera meccanizzata (division légère mécanique - DLM), equipaggiate dei potenti e moderni carri medi SOMUA S35 (80 per divisione) e dei validi carri leggeri H35/39. Nel complesso il raggruppamento disponeva di oltre 500 mezzi corazzati e gli equipaggi erano fiduciosi e con il morale alto, nonostante la carenza di radio di bordo che limitava le possibilità di manovrare agilmente a gruppi e la mancanza di esperienza reale di grandi battaglie campali con forze corazzate nemiche.

## Due giorni di battaglia
(Un ufficiale delle Panzer-Divisionen tedesche in riferimento ai primi scontri tra mezzi corazzati nella battaglia di Hannut)

### Avanzata tedesca e marcia alleata in Belgio
L'offensiva generale della Wehrmacht sul fronte occidentale ebbe inizio il 10 maggio 1940 e si sviluppò con frenetica rapidità fin dalle prime ore; le forze tedesche fecero rapidi progressi in tutti i settori attaccati: non solo il "cuneo corazzato" dei generali von Kleist e Hoth si inoltrò facilmente nelle foreste delle Ardenne, ma a nord i paracadutisti tedeschi sferrarono uno spettacolare attacco a sorpresa contro alcuni ponti strategici e gli aeroporti del cosiddetto "Ridotto Olandese", e al centro la 6. Armee del generale von Reichenau avanzò verso la Mosa di Maastricht e le difese del Canale Alberto. In questo modo, nella prima giornata, risultò impossibile al comando alleato comprendere le vere intenzioni tedesche ed individuare il vero centro di gravità dell'offensiva nemica.

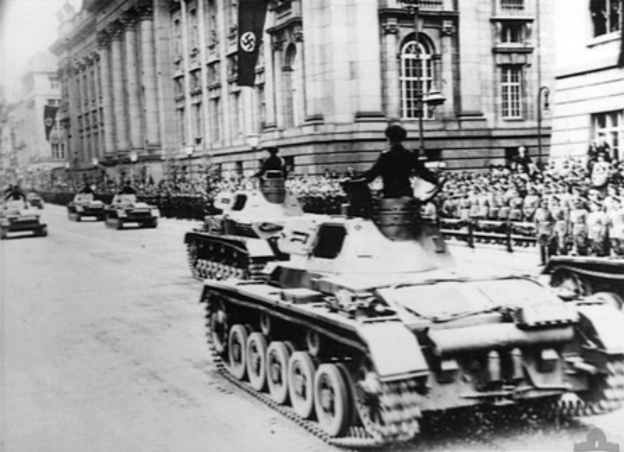
Sfilata di una Panzer-Division prima dell'inizio della guerra; queste rivoluzionarie formazioni corazzate dominarono il campo di battaglia durante la campagna di Francia.

Anche nel settore della 6. Armee l'attacco tedesco venne preceduto dall'intervento di reparti di incursori e di paracadutisti; in questo modo vennero conquistati di sorpresa i due ponti sul Canale Alberto di Vroenhoeven e Veldwezelt e soprattutto venne neutralizzata d'assalto l'importante fortezza di Eben-Emael. Nonostante il fallimento dell'attacco al ponte di Kanne e dell'attacco di incursori travestiti da soldati olandesi ai ponti di Maastricht, i risultati conseguiti permisero di sfondare subitaneamente le difese dell'Esercito belga che contava invece di trattenere per almeno sei o sette giorni il nemico sulla linea del Canale Alberto. Tuttavia, a causa della mancata conquista dei ponti di Maastricht (che vennero fatti saltare appena in tempo dai reparti olandesi) la 4. Panzer-Division, elemento di testa del 16º Panzerkorps del generale Höppner, non poté attraversare subito la Mosa e nella prima giornata dell'offensiva dovette improvvisare, dopo essere entrata senza difficoltà nella città, ponti mobili sul fiume per permettere l'attraversamento dei suoi panzer.
Già a mezzogiorno dell'10 maggio i genieri della divisione attivarono due ponti che permisero al generale Stever di inviare alcuni reparti verso il Canale Alberto dove presero contatto con i paracadutisti del colonnello Koch. Alle 3.30 dell'11 maggio attraversarono il fiume i primi panzer ed un'ora più tardi venne aperto al transito il primo ponte da 16 tonnellate su cui passò il grosso dei carri della 4. Panzer-Division, presto seguiti nella mattinata dai mezzi della 3. Panzer-Division. Nella giornata dell'11 la situazione delle forze belghe del 1º Corpo d'armata (1ª, 3ª, 4ª e 7ª Divisione fanteria) si aggravò in modo decisivo: le due Panzer-Division attraversarono in forze la Mosa e il Canale Alberto e iniziarono ad avanzare nella scoperta pianura belga, la 7ª Divisione fanteria venne attaccata e praticamente distrutta dalla 4. Panzer-Division che catturò oltre 7 000 prigionieri, mentre alcuni disperati attacchi aerei dell'aviazione belga ed anche della RAF per cercare di distruggere i ponti sul Canale Alberto terminarono con costosi fallimenti e pesanti perdite senza ottenere alcun risultato.
Alle ore 12.00 il comando belga decise di ripiegare oltre la Dyle, movimento che venne completato con qualche difficoltà nella notte; in questo modo tuttavia la pianura belga in direzione del varco di Gembloux rimaneva aperta alla marcia dei panzer che stavano progredendo senza incontrare resistenza. La 3. Panzer-Division si stava ora avvicinando sulla destra della 4. Panzer-Division ed il generale Höppner poté quindi avanzare con la massa delle sue forze, occupò Tongeren, undici km a ovest del forte di Eben-Emael, e proseguì in direzione di Hannut, su cui stavano affluendo contemporaneamente le forze meccanizzate del corpo di cavalleria francese del generale Prioux, in movimento fin dal mattino del 10 maggio.

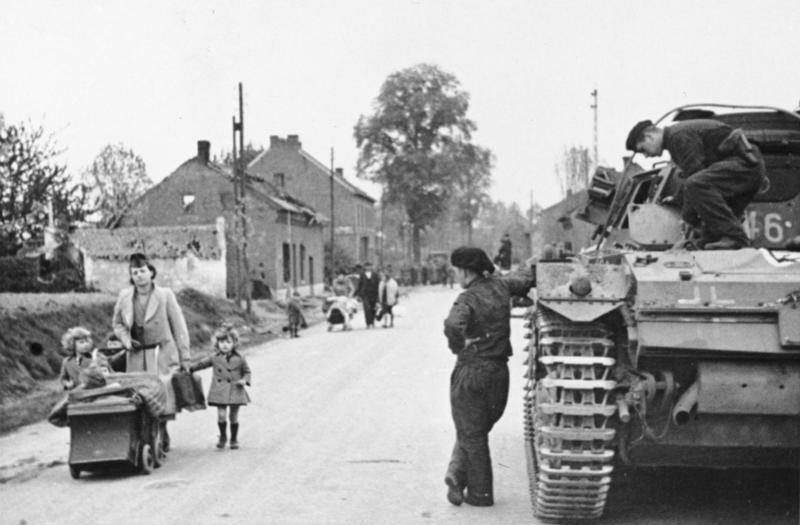
Le colonne corazzate tedesche in sosta durante l'avanzata in Belgio.

Alla notizia dell'inizio dell'offensiva generale tedesca il comando alleato guidato dal generale Gamelin (comandante supremo delle forze francesi), dal generale Georges (comandante delle forze del fronte Sud-Est) e dal generale Billotte (comandante del Gruppo d'armate n. 1) aveva dato avvio, in un'atmosfera di incertezza e di sorpresa, alla manovra prevista per portare le armate sulle posizioni stabilite per affrontare il nemico. Mentre la 7ª Armata del generale Henri Giraud marciava rapidamente per raggiungere il confine olandese nella regione di Breda, e il BEF del generale Lord Gort si avvicinava senza difficoltà al settore assegnato di Lovanio, la potente 1ª Armata francese del generale Blanchard, costituita da tre divisioni motorizzate, due divisioni nordafricane, una divisione marocchina e due divisioni di fanteria, era ugualmente entrata in Belgio, preceduta dalle due divisioni meccanizzate del corpo di cavalleria del generale Prioux che, pur sorpreso dall'inatteso attacco tedesco, aveva energicamente messo in movimento i suoi mezzi corazzati.
L'avanzata alleata fu poco contrastata dalle forze aeree tedesche e si sviluppò con regolarità; le due divisioni leggere meccanizzate del generale Prioux si affrettarono verso le posizioni di copertura stabilite e avanzarono con velocità in mezzo alla calorosa accoglienza della popolazione. La 3ª DLM raggiunse con le sue avanguardie il Canale Alberto a Hasselt già nel pomeriggio del 10 maggio, mentre la 2ª DLM avanzò da Maubeuge a Charleroi, con le avanguardie spinte fino all'Ourthe. Il generale Prioux, tuttavia, si accorse ben presto del rapido crollo delle difese belghe, della poderosa spinta delle Panzer-Division nella pianura belga a ovest della Mosa, e della modestia delle difese apprestate dagli alleati, giungendo fino al punto di consigliare (alle ore 14.00 dell'11 maggio) a Blanchard e Billotte di ripiegare dalla posizione sul Dyle, troppo esposta, a quella sulla Schelda. Invitato a proseguire la marcia secondo i piani ed a prepararsi ad affrontare le forze corazzate tedesche nella pianura a nord di Namur per rallentarli e favorire lo spiegamento della 1ª Armata (che venne accelerato dal generale Billotte e di cui venne previsto il completamento entro il 14 maggio), il generale Prioux fece quindi serrare le sue forze per costituire entro il 12 maggio una posizione di sbarramento tra Tirlemont, Hannut e Huy.

### Ordine di battaglia

#### XVIPanzerkorps
Ordine di battaglia del XVI Panzerkorps nella battaglia di Hannut:
- XVI PANZERKORPS (general der Kavallerie Erich Höppner)
  -     - 3. PANZER-DIVISION (maggior generale Horst Stumpff)
      - 3. Panzer-Brigade (colonnello Friedrich Kühn) in totale: 273 carri leggeri, 68 carri medi Panzer III e Panzer IV
        - 5. Panzer-Regiment (colonnello Hans von Funck)
        - 6. Panzer-Regiment (tenente colonnello Werner von Lewinski)
        - 3. Aufkärung-Abteilung: 50 autoblindo
        - 39. Pionier-Bataillon: 13 carri leggeri

    - 4. PANZER-DIVISION (maggior generale Johann Joachim Stever)
      - 5. Panzer-Brigade (colonnello Hermann Breith) in totale: 259 carri leggeri, 64 carri medi Panzer III e Panzer IV
        - 35. Panzer-Regiment (colonnello Heinrich Eberbach)
        - 36. Panzer-Regiment (colonnello Kurt Jesser)
        - 7. Aufkärungs-Abteilung: 50 autoblindo
        - 79. Pionier-Bataillon: 13 carri leggeri

#### Corps de Cavalerie
Ordine di battaglia del Corps de Cavalerie nella battaglia di Hannut:
- CORPS DE CAVALERIE (generale René Prioux)
  -     - 2ème DIVISION LÉGÈRE MÉCANIQUE (maggior generale Gabriel Bougrain)
      - 3ème Brigade Légère Mécanique
        - 13ème Dragons (40 carri H35/39 e 40 carri SOMUA S35)
        - 29ème Dragons (40 carri H35/39 e 40 carri SOMUA S35)

      - 4ème Brigade Légère Mécanique
        - 8ème Cuirassiers (40 autoblindo P178)
        - 1er Dragons Portés (60 carri leggeri AMR)

    - 3ème DIVISION LÉGÈRE MÉCANIQUE (maggior generale Jean-Léon-Albert Langlois)
      - 5ème Brigade Légère Mécanique
        - 1er Cuirassiers (40 carri H35/39 e 40 carri SOMUA S35)
        - 2ème Cuirassiers (40 carri H35/39 e 40 carri SOMUA S35)

      - 6ème Brigade Légère Mécanique
        - 12ème Cuirassiers (40 autoblindo P178)
        - 11ème Dragons Portés (60 carri H35/39)

### Scontri tra panzer e mezzi corazzati francesi

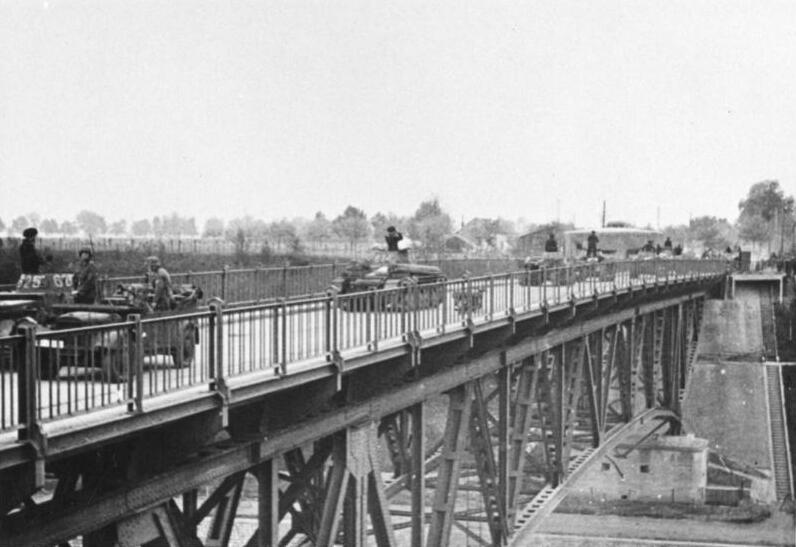
I panzer della 4. Panzer-Division attraversano il Canale Alberto l'11 maggio 1940.

La mattina del 12 maggio fu caratterizzata soprattutto da nuovi, ripetuti e disperati attacchi di bombardieri britannici e francesi contro i ponti sul Canale Alberto, che terminarono con un completo fallimento e costarono pesanti perdite, ed anche da alcune incursione aeree contro il 16º Panzerkorps in fase di avanzata verso la linea difensiva del generale Prioux, che apparentemente intralciarono il rifornimento delle colonne della 4. Panzer-Division che marciava in testa. A partire dalle ore 08.00 si verificarono anche i primi scontri vicino Avesnes tra i reparti da ricognizione del corpo di cavalleria francese e quelli delle Panzer-Division del generale Höppner; i reparti francesi di copertura ripiegarono lentamente, permettendo al generale Prioux di completare le sue posizioni tra Tirlemont e Hannut, affidate alla 2ª DLM, e tra Hannut e Huy, dove venne schierata la 3ª DLM. Il terreno in questa regione belga era completamente scoperto e lievemente ondulato, ideale per le manovre e le battaglie tra mezzi corazzati.
Nel primo pomeriggio, preceduti da ripetuti attacchi di Ju 87 Stukas che colpirono le linee francesi, i panzer si misero in movimento in forze, dispiegandosi su vasto fronte in grandi formazioni coordinate; la 4. Panzer-Division, dopo aver raggiunto Waremme, iniziò ad attaccare le linee della 3ª DLM, affrontando per primi i reparti dell'11º Dragons Portés (carri leggeri H39) a Jandrain e del 2º Cuirassiers a Crehen e Thisnes, che si trovarono presto in difficoltà. A Jandrain lo squadrone di carri H39 del capitano Lizeuray venne accerchiato dai panzer e quasi totalmente distrutto; alcuni carri SOMUA S35 cercarono di contrattaccare per sostenere gli H39, ma subirono a loro volta perdite contro i carri armati tedeschi, mentre nei ripetuti scontri tra mezzi corazzati del pomeriggio, il 2º Cuirassiers perse 11 H39 a Crehen e 13 a Thisnes, il capitano Perrin, comandante del 3º squadrone, venne ucciso. I panzer del 35º Panzer-Regiment del colonnello Eberbach tentarono quindi di sfondare a Crehen, ma vennero affrontati e contenuti con successo dai carri medi SOMUA che dimostrarono sul campo la resistenza delle loro corazzature ai colpi dei carri medi nemici e la potenza dei loro cannoni da 47 mm.

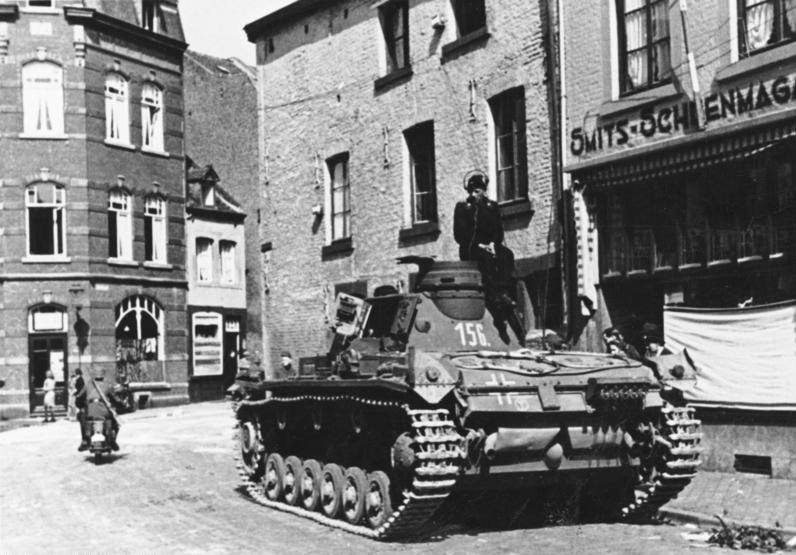
Un carro Panzer III della 4. Panzer-Division nelle vie di Maastricht il 10 maggio 1940.

Tuttavia alla fine della giornata del 12 maggio la 4. Panzer-Division, pur rallentata dall'azione nemica e avendo subito perdite contro i carri medi francesi, aveva a sua volta distrutto molti carri leggeri nemici e conquistato i villaggi di Crehen e di Thiesnes ed anche Hannut, costringendo il generale Prioux a far ripiegare le sue forze su una linea più arretrata. La 3. Panzer-Division inoltre era a sua volta in avvicinamento e stava prendendo posizione sul fianco destro del 16º Panzerkorps. Gli equipaggi tedeschi apprezzarono le qualità tecniche superiori dei carri francesi, ma rilevarono subito anche la staticità, la lentezza del fuoco e le carenze tattiche del nemico. La scarsa mobilità e la mediocre capacità di manovrare in campo aperto delle formazioni corazzate francesi, li rendeva vulnerabili alle abili manovre dei panzer che collegati via radio furono in grado di prendere il sopravvento grazie alla superiorità numerica locale, alla capacità di manovrare a gruppi e al fuoco disciplinato e coordinato dei cannoni dei carri.
Il mattino del 13 maggio, mentre le forze tedesche si concentravano per sferrare l'attacco decisivo alle linee nemiche, formazioni successive di Stukas ripresero, a partire dalle ore 11.30, i loro pesanti attacchi contro le forze francesi della 3ª DLM del generale Langlois, praticamente non contrastati dalle difese aeree alleate in grave difficoltà già dopo pochi giorni di scontri. Gli attacchi aerei durarono per oltre un'ora e furono rapidamente seguiti dall'attacco della 4. Panzer-Division; il 35º Panzer-Regiment avanzò verso l'importante villaggio di Merdrop dove si scatenò subito un nuovo duro scontro di carri. I francesi sostennero con un certo successo la battaglia e colpirono anche i reparti di fanteria tedesca che seguivano i mezzi corazzati; i panzer, respinti a Merdrop, manovrarono per aggirare la posizione, e il II Abteilung del 35º Panzer-Regiment del capitano Ernst von Jungenfeld fu al centro dell'azione, affrontando i carri francesi e riuscendo infine a raggiungere Ramillies, a dieci km a ovest di Hannut.
Durante questa battaglia i tedeschi subirono notevoli perdite specialmente tra i carri leggeri di fronte al fuoco dei cannoni dei carri medi francesi, ma il 2º Cuirassiers venne decimato, perdendo altri 11 SOMUA e 4 H39; a Merdrop venne circondato un intero plotone di carri del 1º squadrone: tutti i mezzi vennero distrutti dal fuoco dei mezzi corazzati tedeschi e il comandante, sottotenente Jacquenot de Presles, rimase ucciso.

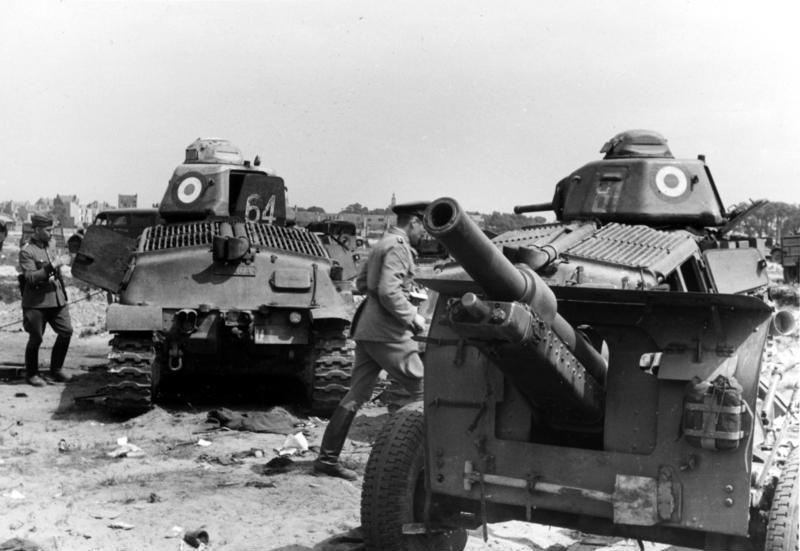
Alcuni relitti di carri francesi SOMUA S35 distrutti dai tedeschi durante i ripetuti scontri della battaglia di Hannut.

Mentre la 4. Panzer-Division del generale Stever proseguiva la sua difficile ed aspramente combattuta avanzata, contrastata ora anche dall'intervento di una parte della 2ª DLM del generale Bougrain, più a nord stava per entrare in azione anche la 3. Panzer-Division del generale Stumpff che, dopo aver attraversato il fiume Gette, affrontò gli scontri più duri dell'intera battaglia a Orp-le-Petit ed a Jauche contro altri reparti corazzati della 3ª DLM. I mezzi corazzati francesi si batterono coraggiosamente e dimostrarono di nuovo la loro superiorità tecnica infliggendo perdite al nemico; il 1º Cuirassiers rimase fermo sulle posizioni secondo gli ordini della divisione e continuò a combattere sul posto fino al tardo pomeriggio quando finalmente ricevette tardivamente ordine di ripiegare. Nel frattempo tuttavia i carri tedeschi della 3. Panzer-Division erano riusciti ad infiltrare le posizioni nemiche ed a manovrare sui fianchi ed alle spalle dei carri francesi, impiegati a piccoli gruppi, scarsamente collegati e poco mobili. Raggruppati abilmente in compatte formazioni combinate i panzer del 6º Panzer-Regiment del tenente colonnello von Lewinski accerchiarono numerosi plotoni di carri francesi; alcuni SOMUA S35, al comando del sotto-tenente Pasteur del 1º Squadrone, che tentavano di contrattaccare a Jandrenouille, vennero isolati e distrutti ma la maggior parte dei reparti francesi sfuggirono alla fine dall'accerchiamento.
La battaglia ad Orp-le-Petit era terminata con la sconfitta del 1º Cuirassiers, che perse 25 carri armati, ma anche le perdite del 6º Panzer-Regiment furono rilevanti, anche se alla fine gli equipaggi tedeschi mostrarono la loro maggiore abilità tattica, e la migliore capacità nel tiro; il tenente Bruno von Nolde, comandante della 8ª Compagnia del 6º Panzer-Regiment si distinse in modo particolare durante la battaglia. Gli scontri del 13 maggio si conclusero quindi con il successo complessivo del 16º Panzerkorps che, pur a prezzo di gravi perdite, aveva ormai superato lo sbarramento francese ed incalzava da vicino le due divisioni leggere meccanizzate del corpo di cavalleria, mentre il generale Prioux contava ancora di prolungare la resistenza su una nuova linea difensiva per guadagnare altro tempo e dare modo alle forze della 1ª Armata francese di schierarsi solidamente a difesa del settore di Gembloux.

### Ritirata delle DLM francesi
Mentre per due giorni le divisioni del generale Prioux avevano affrontato i pericolosi panzer tedeschi riuscendo, pur a costo di gravi perdite, a ritardarne l'avanzata, il generale Blanchard aveva condotto freneticamente la marcia delle sue sei divisioni di fanteria della 1ª Armata fino alla prevista linea difensiva definitiva da Wavre a Namur, in connessione sul fianco sinistro con il Corpo di spedizione britannico, in fase di schieramento nel settore di Lovanio, e, sul fianco destro, con il corpo d'armata più settentrionale (il 2º Corpo d'armata) della 9ª Armata francese del generale André Corap che stava faticosamente raggiungendo le sue posizioni sulla Mosa a sud di Namur. Il 3º Corpo d'armata del generale La Laurencie si stava schierando a nord con la 1ª Divisione fanteria nord-africana e la 1ª Divisione fanteria motorizzata; il 4º Corpo d'armata del generale Aymes era al centro a difesa del varco di Gembloux con la 1ª Divisione marocchina e la 15ª Divisione fanteria motorizzata, infine il 5º Corpo d'armata del generale Altmeyer era a sud, a contatto con la fortezza di Namur, con la 12ª Divisione fanteria motorizzata e la 5ª Divisione fanteria nord-africana.

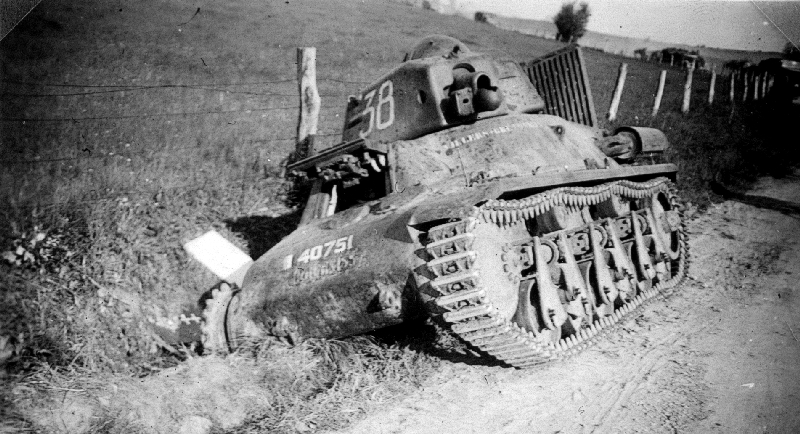
Carro leggero francese Hotchkiss H35 distrutto.

In previsione di un imminente attacco in forze nemico, l'afflusso di queste forze e la costituzione delle posizioni difensive si stava effettuando da due giorni con la massima sollecitudine, reso più difficoltoso da una certa confusione nei comandi e dalla costante minaccia degli attacchi aerei della Luftwaffe. Il comando francese dei generali Gamelin e Georges prevedeva che in questo settore del fronte occidentale si sarebbe verificato lo scontro decisivo e quindi aveva disposto fin dall'11 maggio che due delle sue tre divisioni corazzate pesanti di riserva (la 1ª e la 2ª Division Cuirassée de Réserve - DCR) fossero dirette nella regione di Charleroi, nelle retrovie della 1ª Armata, per contrattaccare in massa contro eventuali sfondamenti tedeschi nel varco di Gembloux. In realtà la situazione alleata stava già precipitando più a sud, dove erano in travolgente avanzata le sette Panzer-Division del cuneo corazzato tedesco: fin dalla notte del 12 maggio la 7. Panzer-Division aveva costituito una prima testa di ponte oltre la Mosa vicino a Dinant, e nella giornata del 13 maggio, a Monthermé e soprattutto a Sedan, i panzer del Panzergruppe Kleist avrebbero attraversato in forze il fiume sbaragliando le deboli difese francesi, proprio mentre a nord infuriavano i furiosi scontri di carri tra il Corpo di Cavalleria e il 16º Panzerkorps nella regione di Hannut.
Nel frattempo, per permettere di organizzare ulteriormente il fronte difensivo tra Wavre e Namur, il generale Prioux ricevette ordine di prolungare la sua azione contro le forze corazzate tedesche anche il 14 maggio, sfruttando, dopo aver ripiegato dalla posizione di Hannut, le modeste postazioni anticarro costruite dai belgi nel settore di Perwez, otto km a est della linea Wavre-Namur. Le due Divisioni leggere meccanizzate, dopo aver rotto con qualche difficoltà il contatto con i panzer del 16º Panzerkorps, durante la notte del 13 maggio presero posizione tra Beauvechain e Perwez (3ª DLM), e tra Perwez e Marchovelette (2ª DLM), pronti ad affrontare di nuovo le formazioni corazzate nemiche, nonostante le perdite subite negli scontri precedenti.

## Verso Gembloux
Il mattino del 14 maggio, mentre più a sud i generali Hermann Hoth, Georg-Hans Reinhardt e Heinz Guderian stavano per irrompere definitivamente nelle difese francesi per poi dilagare verso le coste della Manica, il generale Erich Höppner riprese i suoi attacchi contro la precarie linee difensive organizzate dal Corpo di Cavalleria del generale Prioux intorno a Perwez. Dopo un prolungato fuoco di artiglieria e dopo l'intervento di reparti di genieri per aprire dei varchi negli ostacoli anticarro costruiti dai belgi in questa zona, le due divisioni corazzate tedesche passarono all'offensiva riuscendo a penetrare rapidamente le linee ed a conquistare Baudeset e Sauveniere.

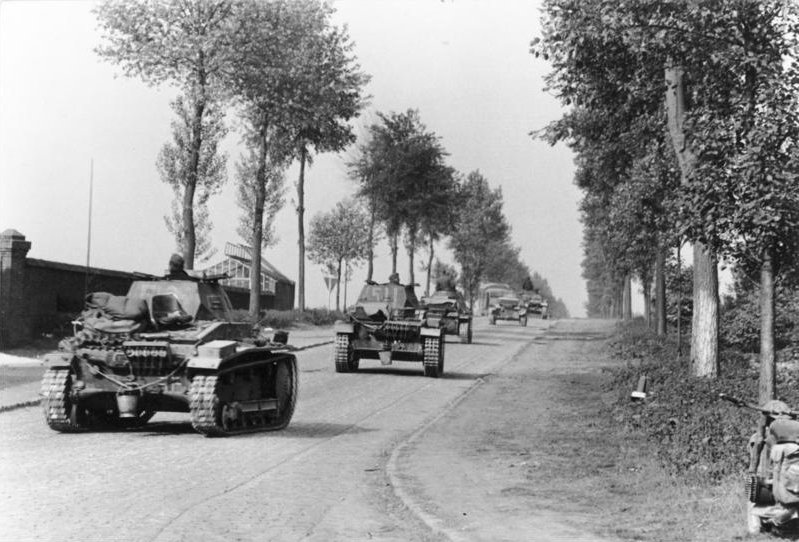
I panzer avanzano vittoriosi nelle strade franco-belghe.

A mezzogiorno i panzer raggiunsero la linea principale francese dove erano ora solidamente schierate le forze di fanteria della 1ª Armata; le divisioni leggere meccanizzate passarono al contrattacco ma, ormai gravemente indebolite dagli scontri dei giorni precedenti non riuscirono a ristabilire la situazione; dopo nuovi scontri di carri, le forze francesi ricevettero quindi ordine di ripiegare dietro la posizione di resistenza principale per riorganizzarsi. I panzer inseguirono da vicino le forze mobili nemiche e a Ernage reparti della 4. Panzer-Division incalzarono la 2ª DLM riuscendo a infiltrarsi nella posizione principale francese nell'area di Gembloux (linee del 4º Corpo d'armata). La situazione critica venne tuttavia ristabilita dalla 1ª Divisione marocchina: i cannoni anticarro fermarono i carri armati tedeschi che vennero contrattaccati dal 35º B.C.C. (Bataillon de Chars de Combat), unità di riserva della 1ª Armata equipaggiata con carri R35, l'artiglieria francese entrò in azione e alla fine, alle ore 17.00, i reparti della 4. Panzer-Division si ritirarono e sospesero i costosi attacchi, mentre le due divisioni del Corpo di cavalleria riuscirono a completare il loro difficile ripiegamento alle spalle delle linee principali della 1ª Armata.
Alle ore 19.50 i generali Reichenau e Höppner, dopo il fallimento del tentativo di penetrare d'assalto le linee di Gembloux, decisero di sospendere gli attacchi delle divisioni corazzate in attesa di portare avanti l'artiglieria pesante e di riprendere metodicamente l'offensiva il giorno seguente. Il 15 maggio infatti le due Panzer-Division del 16º Panzerkorps attaccarono in forze il varco di Gembloux dove si combatté duramente per molte ore: i panzer subirono dure perdite contro le difese anticarro francesi e, nonostante una piccola breccia aperta in un settore, i tedeschi non riuscirono a sfondare. Al contrario vennero messi in difficoltà dai contrattacchi e dall'artiglieria nemica; alcuni reparti batterono in ritirata, e lo stesso generale Stever, comandante della 4. Panzer-Division rimase ferito; anche con l'intervento di reparti di alcune divisioni motorizzate tedesche in avvicinamento (20. e 35. Infanterie-Division) gli attacchi non ottennero risultati decisivi e nella serata le linee francesi delle solide divisioni della 1ª Armata erano ancora salde e sostanzialmente intatte. I generali alleati sul posto erano fiduciosi e le operazioni sembravano svilupparsi secondo le previsioni: le divisioni meccanizzate del generale Prioux avevano eseguito i loro compiti, pur a costo di perdite superiori alle attese, e le forze franco-britanniche migliori erano ora assestate in posizioni fisse ben organizzate in grado di sostenere con successo attacchi prolungati del nemico.

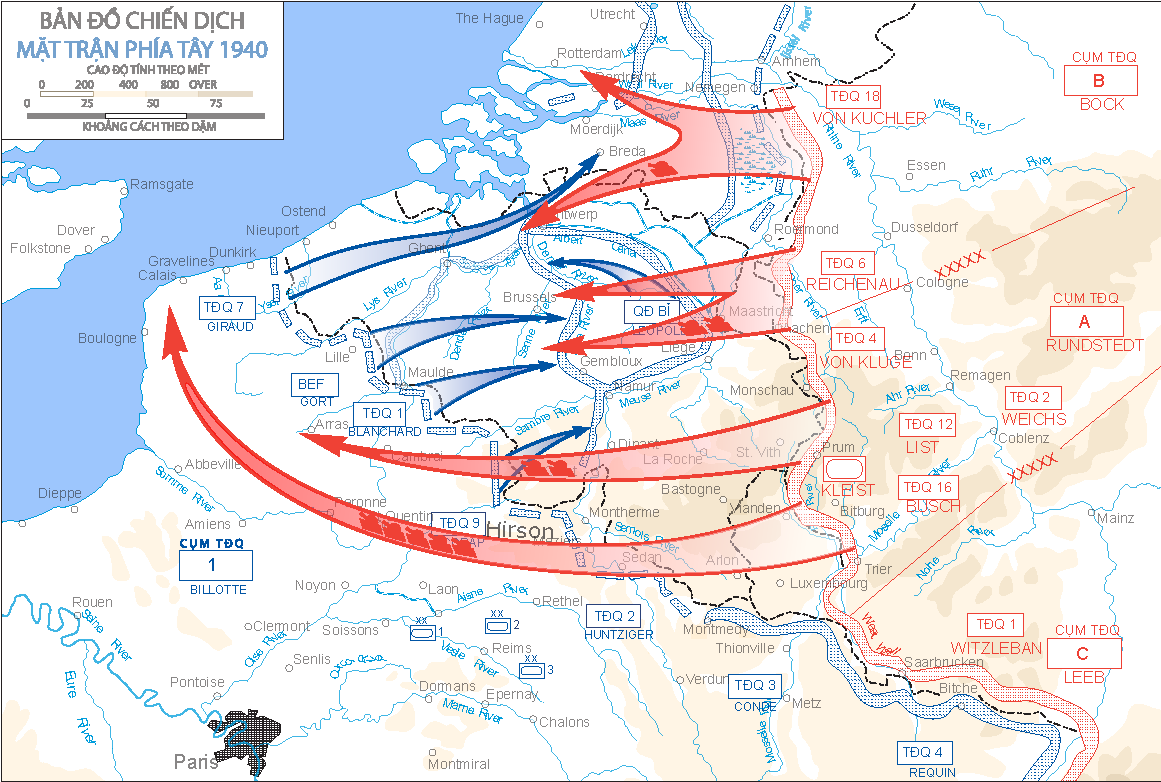
Carta con le direttrici dell'avanzata tedesca durante il Fall Gelb.

Ma durante la notte giunse al generale Blanchard, comandante della 1ª Armata, l'incredibile ordine del generale Billotte, a sua volta allertato dal generale Georges (ormai quasi in preda al panico per le notizie provenienti da Sedan), di iniziare immediatamente la ritirata con le sue forze del fianco destro per ripiegare sulla linea della Schelda, abbandonando le posizioni tra Wavre e Namur. Il crollo del fronte della Mosa a sud di Namur aveva creato una situazione drammatica mettendo immediatamente in pericolo tutte le forze alleate penetrate in Belgio che quindi rischiavano, rimanendo sulle loro posizioni, di essere tagliate fuori e distrutte.
Quindi dal 16 maggio le forze della 1ª Armata dovettero abbandonare le loro linee e parte dell'equipaggiamento pesante e iniziare la loro sfiancante ritirata verso sud sotto la pressione delle forze di fanteria tedesche della 6ª Armata che passarono subito all'inseguimento per intralciare il ripiegamento del nemico (le due Panzer-Division del 16º Panzerkorps del generale Höppner vennero invece prontamente ritirate dal comando tedesco e trasferite subito a sud per rafforzare il cuneo meccanizzato di sfondamento e partecipare alla grande "corsa" verso il mare). Anche il BEF dovette iniziare a sua volta la ritirata dopo aver evacuato le sue linee intorno a Lovanio che non avevano ancora subito alcun attacco di rilievo da parte dei tedeschi. La manovra di ritirata non sarebbe però riuscita: già il 20 maggio le Panzer-Division del "cuneo corazzato" dei generali Kleist e Hoth avrebbero raggiunto la Manica ad Abbeville, tagliando fuori tutte le forze francesi e britanniche del Gruppo d'armate n. 1, ponendo le premesse per la confusa ritirata alleata su Dunkerque ed alla drammatica evacuazione finale via mare.

## Bilancio e conseguenze
La battaglia di Hannut, combattuta per quasi tre giorni nelle piatte e scoperte pianure belghe, fu la prima grande battaglia di carri della seconda guerra mondiale ed in assoluto il più grande scontro tra mezzi corazzati della campagna ad occidente del 1940, impegnando oltre 1000 mezzi cingolati delle due parti e concludendosi con un chiaro successo tattico-operativo delle divisioni corazzate del generale Höppner, anche se dal punto di vista strategico le Division Légère Mécanique del Corpo di Cavalleria del generale Prioux ottennero nel complesso i loro obiettivi, rallentando la progressione del nemico e dando tempo alle forze di fanteria alleate di occupare saldamente le posizioni difensive stabilite. La battaglia fu importante anche da punto di vista della tattica dei mezzi corazzati e diede una prima evidente dimostrazione delle capacità e delle metodiche operative delle due parti, evidenziando la superiorità dei metodi delle esperte Panzer-Division tedesche.
Entrambe le parti subirono gravi perdite di mezzi, ma i tedeschi rimasero padroni del campo di battaglia alla fine degli scontri e quindi poterono rimettere rapidamente in azione, grazie all'efficienza dei loro reparti di manutenzione e riparazione, gran parte dei mezzi danneggiati, mentre i francesi, costretti lentamente a ripiegare dovettero abbandonare sul campo tutti i loro carri messi fuori combattimento. In totale le divisioni leggere meccanizzate persero oltre 100 carri armati, tra cui una maggioranza (75 mezzi) di carri leggeri H35/39, più vulnerabili ai panzer tedeschi, e circa 30 carri medi SOMUA S35, mentre il 16º Panzerkorps, anche se ebbe forse un centinaio di mezzi temporaneamente fuori uso, registrò solo 49 carri totalmente distrutti (in maggioranza i quasi inutili carri leggeri Panzer I e Panzer II): la 4. Panzer-Division ammise 29 perdite definitive e la 3. Panzer-Division venti perdite; paradossalmente le due divisioni corazzate subirono perdite più pesanti nei confusi scontri del 14 e 15 maggio per cercare di sfondare il varco di Gembloux, attaccando frontalmente le difese fisse francesi. La 4. Panzer-Division registrò in due giorni 58 mezzi totalmente distrutti, rimanendo seriamente indebolita; come si era verificato anche a Varsavia nel settembre 1939 le Panzer-Division non disponevano ancora della potenza d'urto per sfondare autonomamente una solida linea difensiva non preventivamente indebolita da un potente fuoco di artiglieria e da continui attacchi aerei della Luftwaffe.

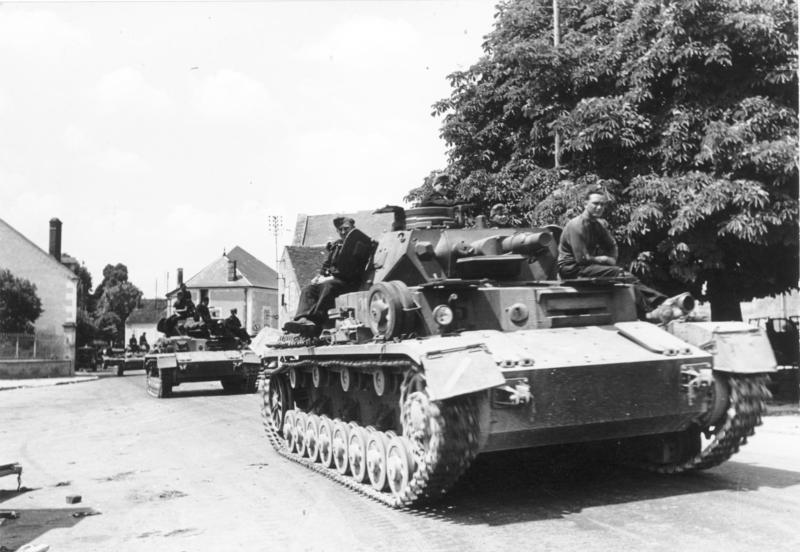
Colonna di carri Panzer IV durante la campagna di Francia.

Dal punto di vista tecnico la battaglia di Hannut diede una prima evidente dimostrazione dell'insufficienza dei carri leggeri tedeschi (inferiori anche agli H35/39) ed anche delle carenze della corazzatura e soprattutto dei cannoni anticarro da 37mm del carro medio principale Panzer III, che pur in grado di perforare facilmente i carri leggeri francesi non erano dotati di sufficiente capacità di penetrazione di fronte ai notevoli carri medi SOMUA francesi che si dimostrarono dotati di una corazzatura frontale quasi impenetrabile e di un eccellente cannone anticarro da 47mm, costringendo i carri tedeschi a ricercare il combattimento ravvicinato ed a manovrare sui fianchi ed alle spalle per colpire i punti deboli di queste moderne macchine. Fortunatamente per i tedeschi, i metodi operativi delle DLM consentirono agevolmente ai panzer di superare tatticamente il nemico e quindi di ottenere il successo nella maggior parte degli scontri.
A causa soprattutto di evidenti difficoltà di comunicazione, i carri leggeri non erano dotati di radio di bordo ed usavano ancora segnali visivi, i carri francesi dimostrarono una limitata mobilità e vennero prevalentemente impiegati in piccoli gruppi isolati con scarso sostegno reciproco, quasi immobili e quindi esposti alle manovre sui fianchi e nelle retrovie dei carri nemici impegnati in gruppi numerosi, coordinati via radio e abilmente manovrati in modo combinato e flessibile per sostenersi reciprocamente e sorprendere il nemico da più direzioni. Guidati da capi già esperti e molto abili, in questa battaglia si misero in evidenza ufficiali poi molto noti nel corso della guerra tra le Panzertruppen come i colonnelli Hermann Breith, Hans von Funck, Werner von Lewinski, Heinrich Eberbach, Friedrich Kühn, il maggiore Meinrad von Lauchert, il capitano Ernst von Jungenfeld e i tenenti Hans von Cossel e Bruno von Nolde, i panzer ebbero quindi la meglio e, pur subendo perdite, di rilievo, isolarono e distrussero spesso i piccoli gruppi di carri francesi, che si batterono peraltro coraggiosamente.

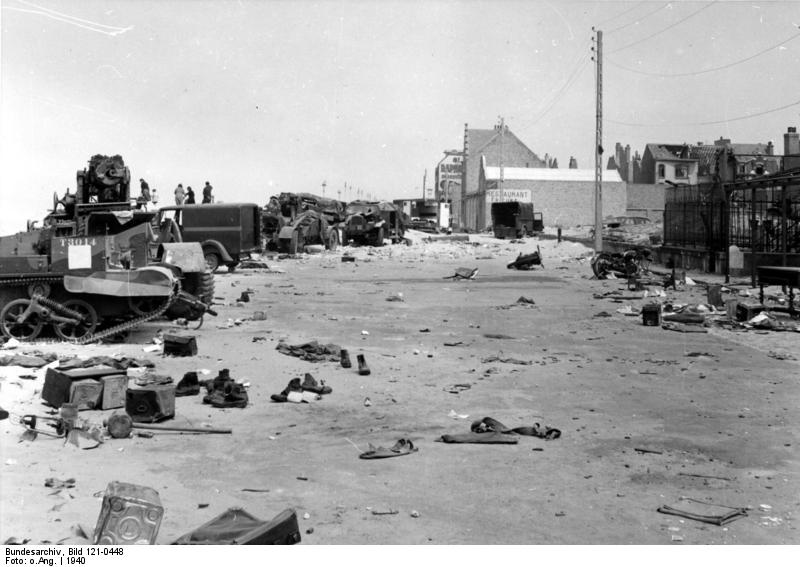
I relitti della ritirata di Dunkerque.

I carri armati francesi, dimostrarono anche carenze nel tiro, aprendo il fuoco spesso in ritardo, a causa soprattutto dell'eccessivo carico di lavoro dei soli quattro uomini degli equipaggi e dei difetti delle torrette dei mezzi corazzati, e sparando lentamente e in modo non molto preciso, al contrario degli equipaggi di cinque uomini dei panzer tedeschi, meglio armonizzati, meno sovraccarichi, guidati da esperti capi-carro e quindi in grado di sparare più rapidamente e di coordinare meglio il fuoco sui vari bersagli.
Al termine della battaglia di Hannut, il Corpo di Cavalleria (già molto indebolito, anche se rafforzato dall'arrivo dall'Olanda anche della 1ª Division légère mécanique) venne coinvolto nella ritirata generale e, con grande costernazione del generale Prioux, venne rapidamente frammentato in piccoli gruppi separati per appoggiare tatticamente le varie formazioni in ripiegamento e sostenere gli alleati in situazioni difficili, perdendo in questo modo ogni forza d'urto e finendo per disgregarsi completamente senza incidere più in modo efficace negli scontri verso Dunkerque.
In generale gli scontri ad Hannut furono l'unica occasione in cui le forze meccanizzate francesi combatterono in grandi formazioni, guidate da un unico comando, contro le Panzer-Division tedesche; i risultati non furono completamente negativi e i carri francesi dimostrarono coraggio e spirito di sacrificio, ma al termine della battaglia le DLM vennero sconfitte, e, a causa della evidente superiorità tedesca, delle perdite ed anche dei confusi ordini superiori, anche gli equipaggi subirono una chiara caduta del morale e della combattività, subendo nel corso delle settimane successive il progressivo predominio delle forze corazzate tedesche, più forti e meglio organizzate.